# Estnische Fußballmeisterschaft 1927
Die Estnische Fußballmeisterschaft wurde 1927 zum siebten Mal als höchste estnische Fußball-Spielklasse der Herren ausgespielt. Die Meisterschaft, die im K.-o.-System zwischen acht Vereinen ausgespielt wurde, gewann der SK Tallinna Sport. Sie begann am 21. August 1927 und endete am 18. September 1927 mit dem Finalspiel im Kadrioru staadion von Tallinn. Als Titelverteidiger startete der Tallinna JK in den Wettbewerb.

## Viertelfinale
Ausgetragen wurden die Begegnungen zwischen dem 23. und 30. August 1927.
|                     | Ergebnis |                   |
| ------------------- | -------- | ----------------- |
| SK Tallinna Sport   | 16:00    | SS Tervis Pärnu   |
| SR Võitleja Tallinn | 4:1      | SS Nõmme Kalju    |
| JK Tallinna Kalev   | 9:0      | VK Merkur Tallinn |
| Tallinna JK         | 7:2      | Meteor Tallinn    |

## Halbfinale
Ausgetragen wurden die Begegnungen am 7. und 9. September 1927.
|                   | Ergebnis |                     |
| ----------------- | -------- | ------------------- |
| SK Tallinna Sport | 4:1      | SR Võitleja Tallinn |
| Tallinna JK       | 4:1      | JK Tallinna Kalev   |

## Finale
| SK Tallinna Sport                                 | SK Tallinna Sport | Tallinna JK | Tallinna JK |
| ------------------------------------------------- | --- | --- | ----------- |
| SK Tallinna Sport                                 | \| Finale \| \| 18. September 1927 in Tallinn (Kadrioru staadion) \| \| Ergebnis: 2:0 (2:0) \| \| Zuschauer: 3.000 \| \| Schiedsrichter: Alexander McKibbin \|                                                                   | \| Finale \| \| 18. September 1927 in Tallinn (Kadrioru staadion) \| \| Ergebnis: 2:0 (2:0) \| \| Zuschauer: 3.000 \| \| Schiedsrichter: Alexander McKibbin \|                                                                         | Tallinna JK |
| SK Tallinna Sport                                 | Eugen Einman, Aleksander Kalvet, Karl-Richard Idlane, Friedrich Karm, Aleksander Mägi, Artur Tarimäe, Heinrich Paal, Bernhard Rein, Otto Reinlo, Vladimir Silberg, Evald Tipner, Oskar Üpraus Cheftrainer: Antal Mally ( Ungarn) | Johannes Brenner, Eduard Ellman-Eelma, Arnold Estam, Ernst-Aleksander Joll, Elmar Kaljot, Rudolf Kallaste, Elmar Laaman, August Lass, Ralf Liivar, Herbert Paalberg, Arnold Pihlak, Karl Ree, Elmar Saar, Hugo Väli Cheftrainer: n. b. | Tallinna JK |
| SK Tallinna Sport                                 | 1:0 Friedrich Karm (15.) 2:0 Eugen Einman (34.) | | Tallinna JK |
| Finale                                            | | |             |
| 18. September 1927 in Tallinn (Kadrioru staadion) | | |             |
| Ergebnis: 2:0 (2:0)                               | | |             |
| Zuschauer: 3.000                                  | | |             |
| Schiedsrichter: Alexander McKibbin                | | |             |

- Aufgelistet sind alle Spieler die mindestens einmal im Turnierverlauf sowie im Endspiel zum Einsatz kamen.